# Pearl Bailey
Pearl Mae Bailey (Newport News, Virgínia, 29 de março de 1918 — Filadélfia, Pensilvânia, 17 de agosto de 1990) foi uma cantora e atriz estadunidense. Depois de aparecer no vaudeville, ela fez sua estreia na Broadway em St. Louis Woman em 1946. Recebeu um prêmio especial Tony pelo papel-título na produção totalmente negra de Hello, Dolly! em 1968. Em 1986, ela ganhou um prêmio Daytime Emmy por sua atuação como uma fada madrinha no ABC Afterschool Special Cindy Eller: A Modern Fairy Tale. Sua versão de " Takes Two to Tango " atingiu o top dez em 1952.
Em 1976, ela se tornou a primeira afro-americana a receber o Screen Actors Guild Life Achievement Award. Recebeu a Medalha Presidencial da Liberdade em 17 de outubro de 1988.

## Trabalhos
Filmes
- Variety Girl (1947) – Pearl Bailey – Cantora
- Isn't It Romantic? (1948) – Addie
- Carmen Jones (1954) – Frankie
- That Certain Feeling (1956) – Augusta aka Gussie
- St. Louis Blues (1958) – Aunt Hagar
- Porgy and Bess (1959) – Maria
- All the Fine Young Cannibals (1960) – Ruby
- The Landlord (1970) – Marge
- Tubby the Tuba (1975) – Mrs. Elephant (voz)
- Norman... Is That You? (1976) – Beatrice Chambers
- The Fox and the Hound (1981) – Big Mama – Coruja (voz)

Televisão
- The Pat Boone Chevy Showroom (antes de 1960) – Ela mesma
- The Andy Williams Show (1963) – Ela mesma[3]
- The Ed Sullivan Show (1968) – Atriz convidada
- Mike and Pearl (1968) – Ela mesma
- Carol Channing and Pearl Bailey: On Broadway (1969) – Ela mesma
- The Pearl Bailey Show (1971)  (série substituta no meio da temporada) – Ela mesma – Apresentadora / Cantora
- The Carol Burnett Show (1972) – Atriz convidada
- One More Time (1974), um especial de comédia musical da CBS com Carol Channing, George Burns e outros – Ela mesma[4]
- The Love Boat (1977) – Millie Washington
- All-Star Salute to Pearl Bailey (1979) – Ela mesma
- The Muppet Show (1979) – Ela mesma
- The Member of the Wedding (1982) – Bernice Sadie Brown
- As the World Turns (membro do elenco e 1982) – Ela mesma
- Peter Gunn (1989) (piloto não vendido) – Mãe (última aparição na televisão)

Teatro
- St. Louis Woman (1946) (Broadway)

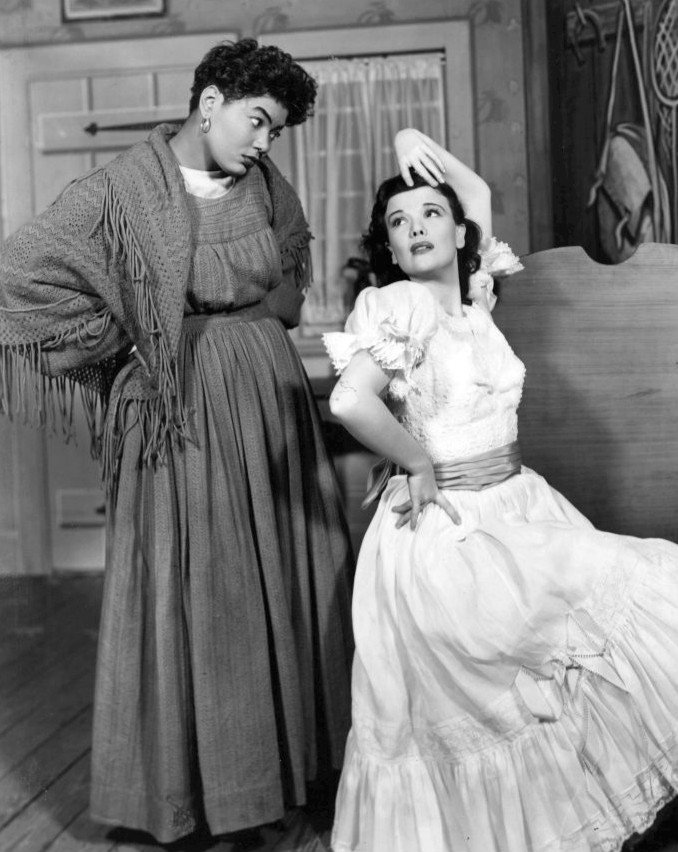
Pearl Bailey e Nanette Fabray no musical da Broadway Arms and the Girl (1950)

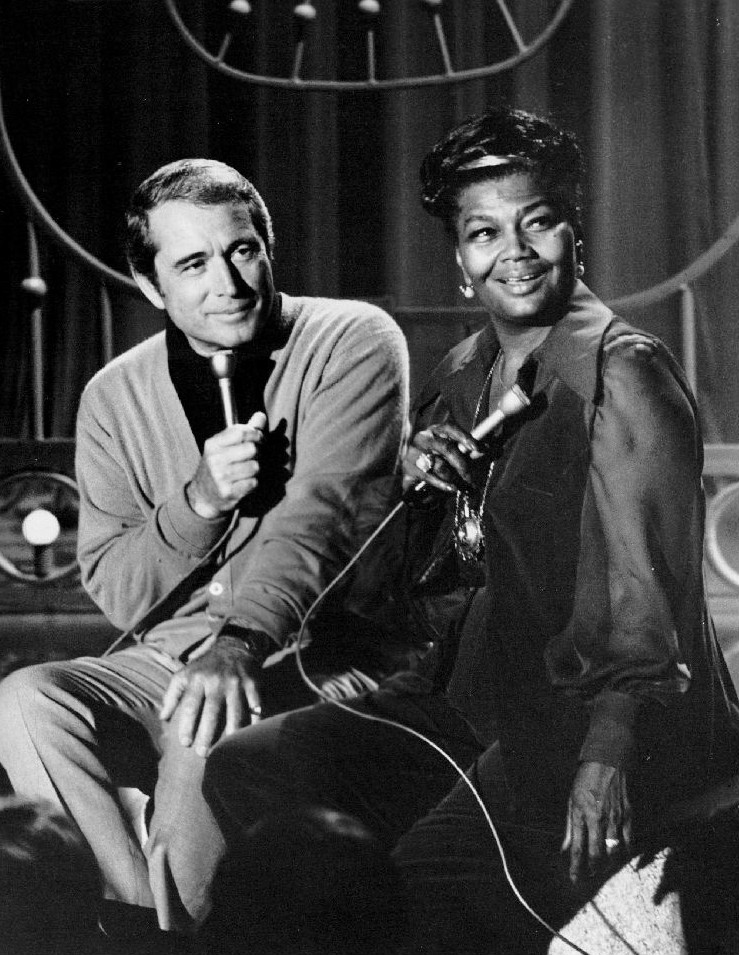
Perry Como e Pearl Bailey (1971)

- Arms and the Girl (1950) (Broadway)
- Bless You All (1950) (Broadway)
- House of Flowers (1954) (Broadway)
- Les Poupées de Paris (1962) (Off-Broadway) (somente voz)
- Call Me Madam (1966) (Melodyland Theater)
- Hello, Dolly! (1967)  (Broadway e turnê nacional dos EUA)
- Hello, Dolly! (1975) (Broadway)

## Discografia

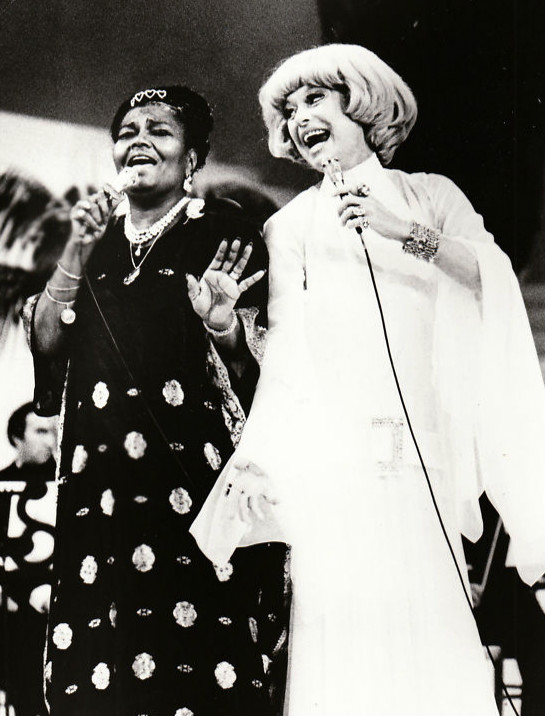
Com Carol Channing em um especial de TV One More Time (1974)

- "Fifteen Years (And I'm Still Serving Time)" (com Mitchell Ayres) (1946)
- Pearl Bailey Entertains (1950) e 1953
- Birth of the Blues (1952)
- Cultured Pearl (1952)
- I'm with You (1953)
- Say Si Si (1953)
- Around the World with Me (1954)
- Carmelina (1955)
- The Intoxicating Pearl Bailey (1956)
- The One and Only Pearl Bailey Sings (1956)
- Gems by Pearl Bailey (1958)
- Porgy & Bess, trilha sonora original (1959) (vencedor do Grammy)
- Pearl Bailey A-Broad (1959)
- Pearl Bailey Sings for Adults Only (1959)
- Pearl Bailey Plus Margie Anderson Singing the Blues (1960?)
- More Songs for Adults Only (1960)
- For Adult Listening (1960)
- Naughty but Nice (1960)
- Songs of the Bad Old Days (1960)
- Pearl Bailey Sings the Songs of Harold Arlen (1961)
- Come On, Let's Play with Pearlie Mae (1962)
- Happy Sounds (1962)
- All About Good Little Girls and Bad Little Boys (1963)
- C'est La Vie (1963)
- Les Poupées de Paris (1964)
- Songs By James Van Heusen (1964)
- The Risque World of Pearl Bailey (1964)
- For Women Only (1965)
- The Jazz Singer (1965)
- Hello, Dolly! (elenco da Broadway de 1967)
- After Hours (1969)
- Pearl's Pearls (1971)